# مغامرات دوللي (فلم)
مغامرة دوللي هو فيلم أمريكي صامت أُنتج عام 1908م من إخراج ديفيد غريفيث ويُعد من أول أفلامه. نسخة من الفيلم محفوظة في أرشيف أفلام مكتبة الكونغرس.

## روابط خارجية
- مغامرات دوللي على موقع IMDb (الإنجليزية)
- مغامرات دوللي على موقع ألو سيني (الفرنسية)
- مغامرات دوللي على موقع فيلمافينيتي (الإسبانية)
- مغامرات دوللي على موقع قاعدة بيانات الفيلم (الإنجليزية)
- مغامرات دوللي على موقع ليتربوكسد (الإنجليزية)
- مغامرات دوللي على موقع كينوبويسك (الروسية)